# ミハイル・ミケシン
ミハイル・オシポヴィチ・ミケシン（ロシア語: Михаил Осипович Микешин, ラテン文字転写: Mikhail Osipovich Mikeshin、1835年 - 1896年）は、ロシアの画家、彫刻家（銅像原型製作者）。ロシア帝国の主要都市に数多くの屋外像、記念碑を制作した。

## 経歴
1835年2月21日、ロスラヴリ近郊の村に生まれる。1852年から1858年までロシア帝国美術アカデミーに通う。
ミケシンは戦争画を得意としていたが、1859年にロシア建国一千年祭記念碑像のデザイン画がコンテストで優勝し、これ以降数多くの銅像制作の依頼が数多く舞い込んだ。
ミケシンは「正教、専制、民族性（ロシア語: Правосла́вие, самодержа́вие, наро́дность,）」をモットーにニジニ・ノヴゴロドのクジマ・ミーニン、ニコラーエフのグレイク提督像、ロストフ・ナ・ドヌのアレクサンドル2世像など大仰な屋外銅像を設計した。
ミケシン作の記念碑でソ連時代を生き延びたものは数少ない。現存するものにはサンクトペテルブルクのエカチェリーナ2世像（1873年）、キエフのボフダン・フメリニツキー像（1888年）、ノヴォチェルカッスクのイェルマーク像（1904年）などがある。またロシア国外にもリスボンのペドロ1世 (ブラジル皇帝)像がある。
このうちフメリニツキーの像は、その原型が、ポーランド人やユダヤ人、カトリック教会の司祭らを馬で足蹴にする17世紀のコサック首領、といったものであったため議論の的となり、結局銅像としてはこうした外国人嫌悪的な部分は省かれた。
1876年から1878年にかけては、風刺雑誌「プチラ （Пчела = 蜂）」の編集に携わり、ニコライ・ゴーゴリやタラス・シェフチェンコの文章に挿絵・風刺絵などを書いた。
1896年1月31日、サンクトペテルブルクで死去した。

## 作品

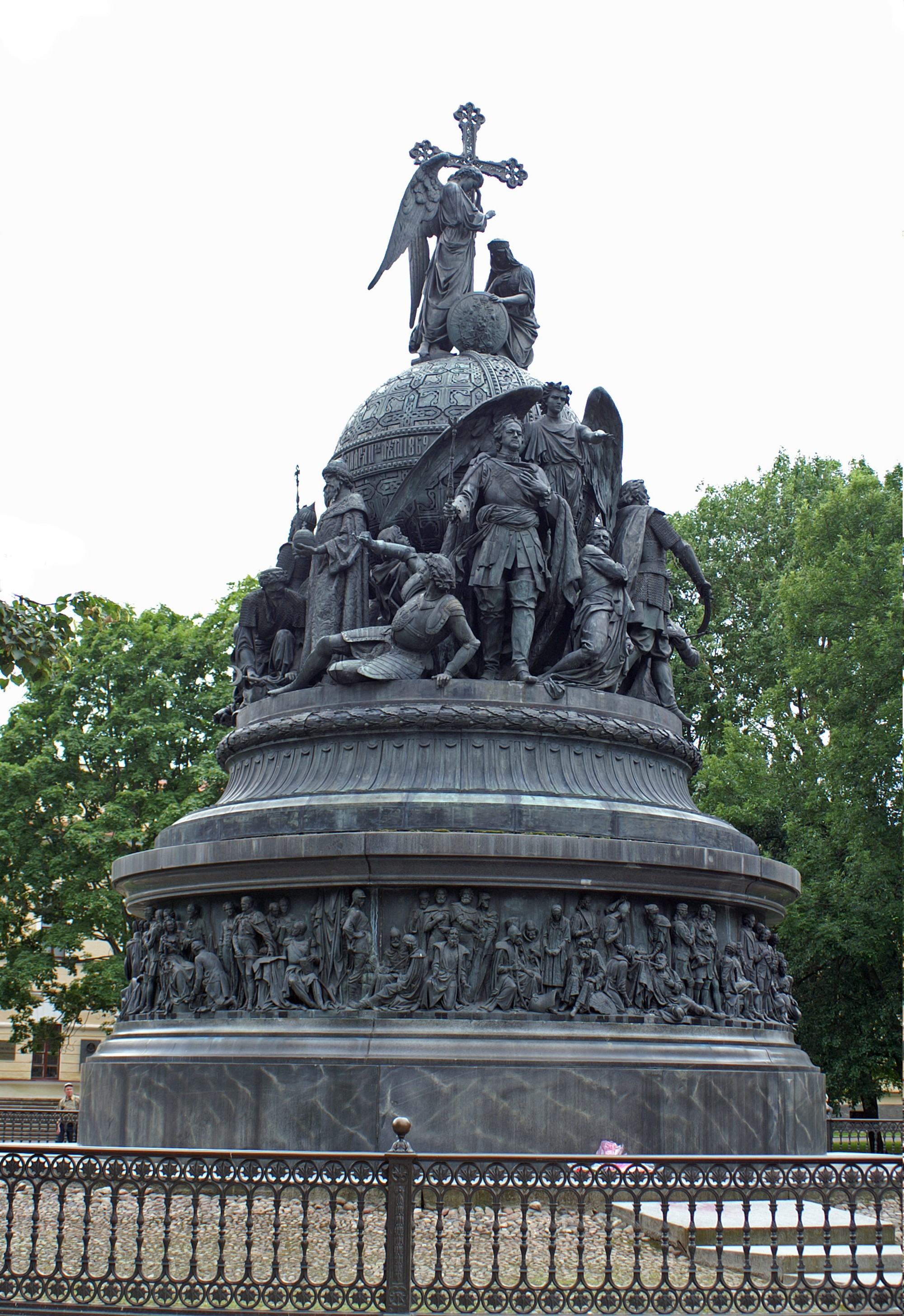
ロシア建国一千年祭記念碑像。1862年、ノヴゴロド。
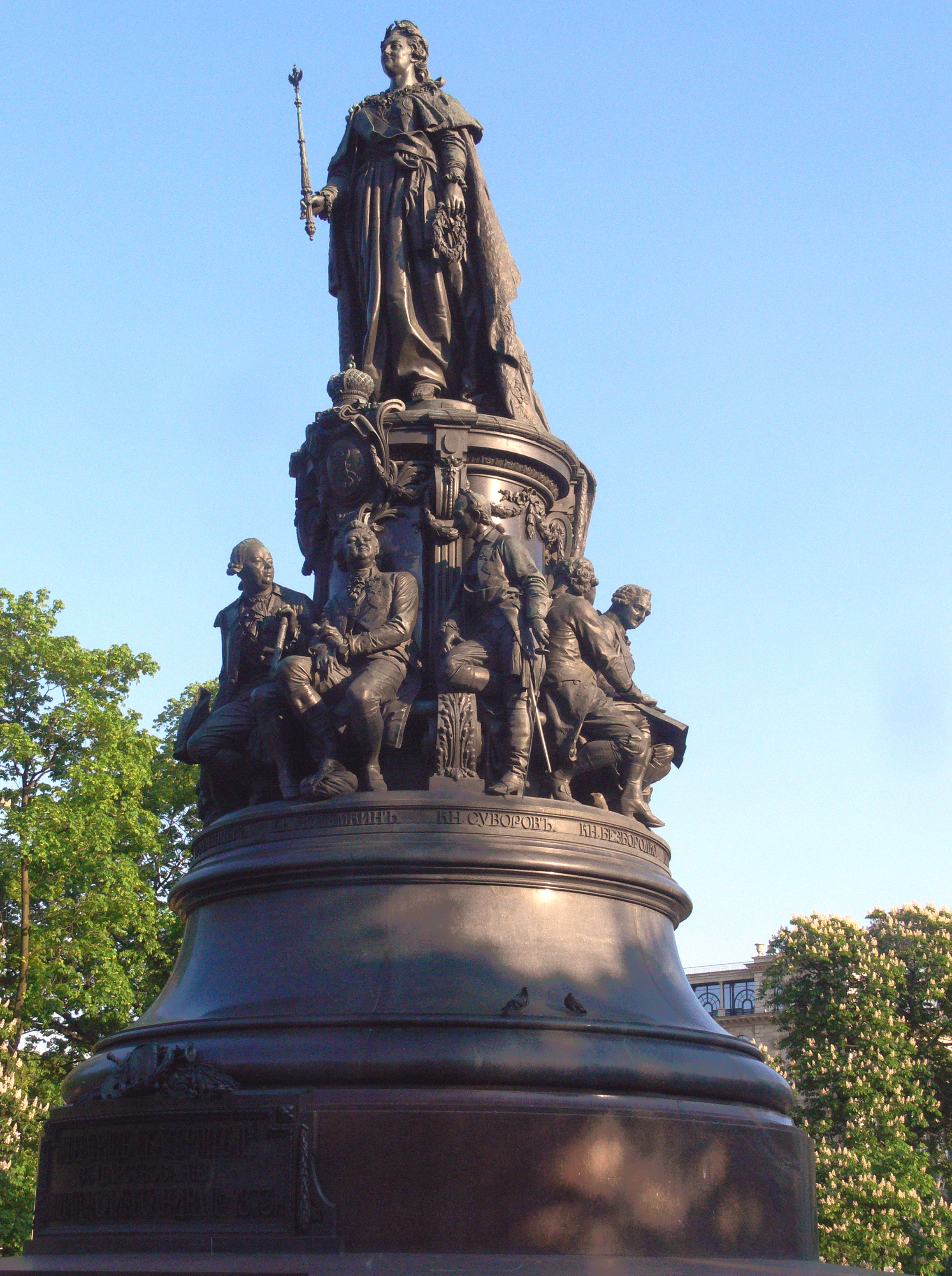
エカチェリーナ2世像。1873年、サンクトペテルブルク。
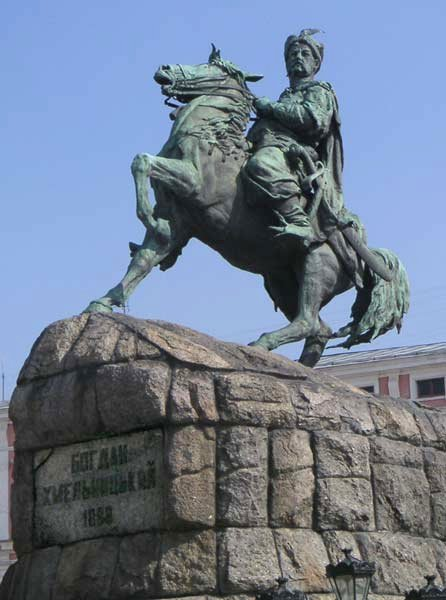
ボフダン・フメリニツキー像の原型。1888年、キエフ。
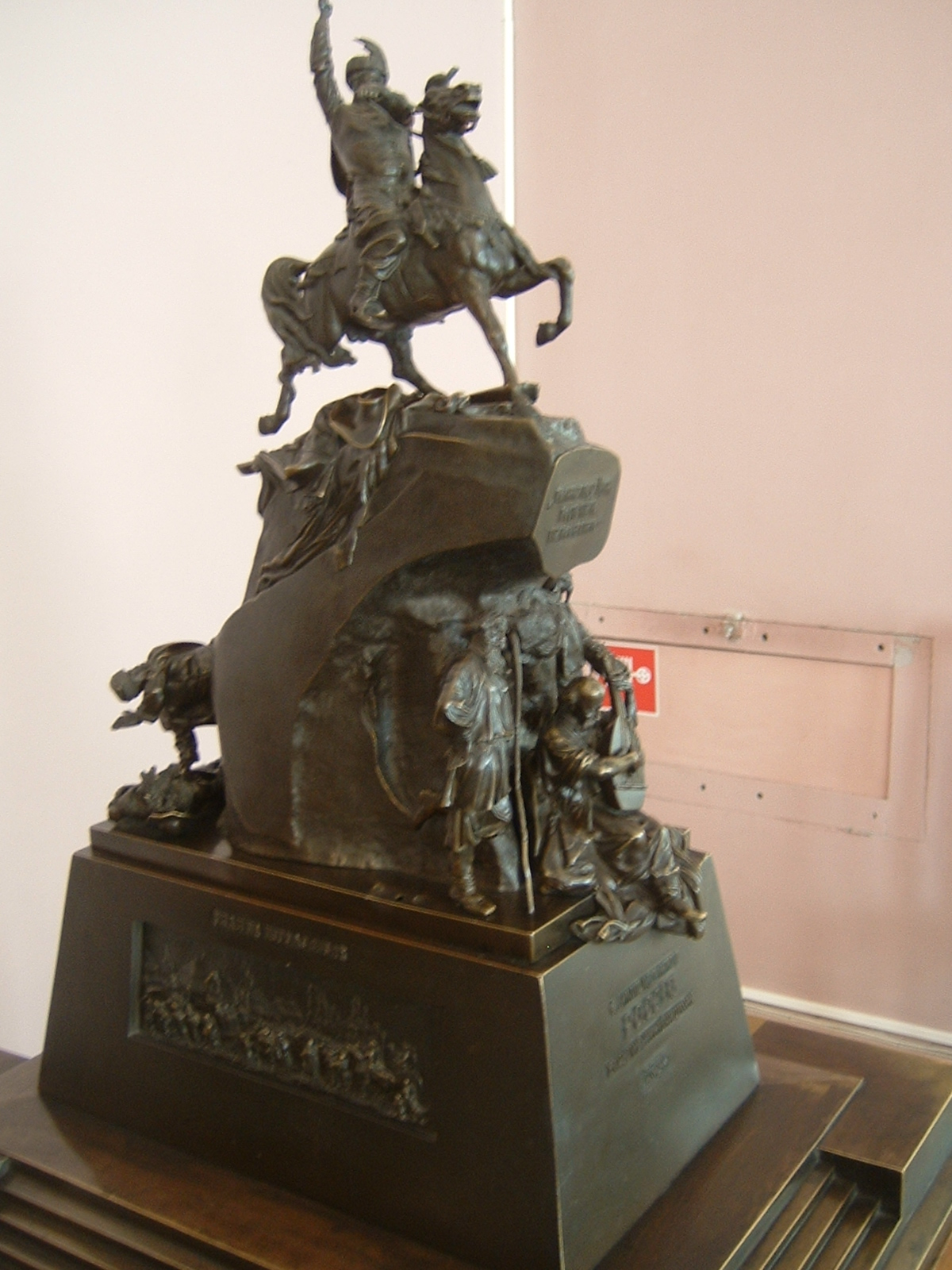
フメリニツキー像の原型。
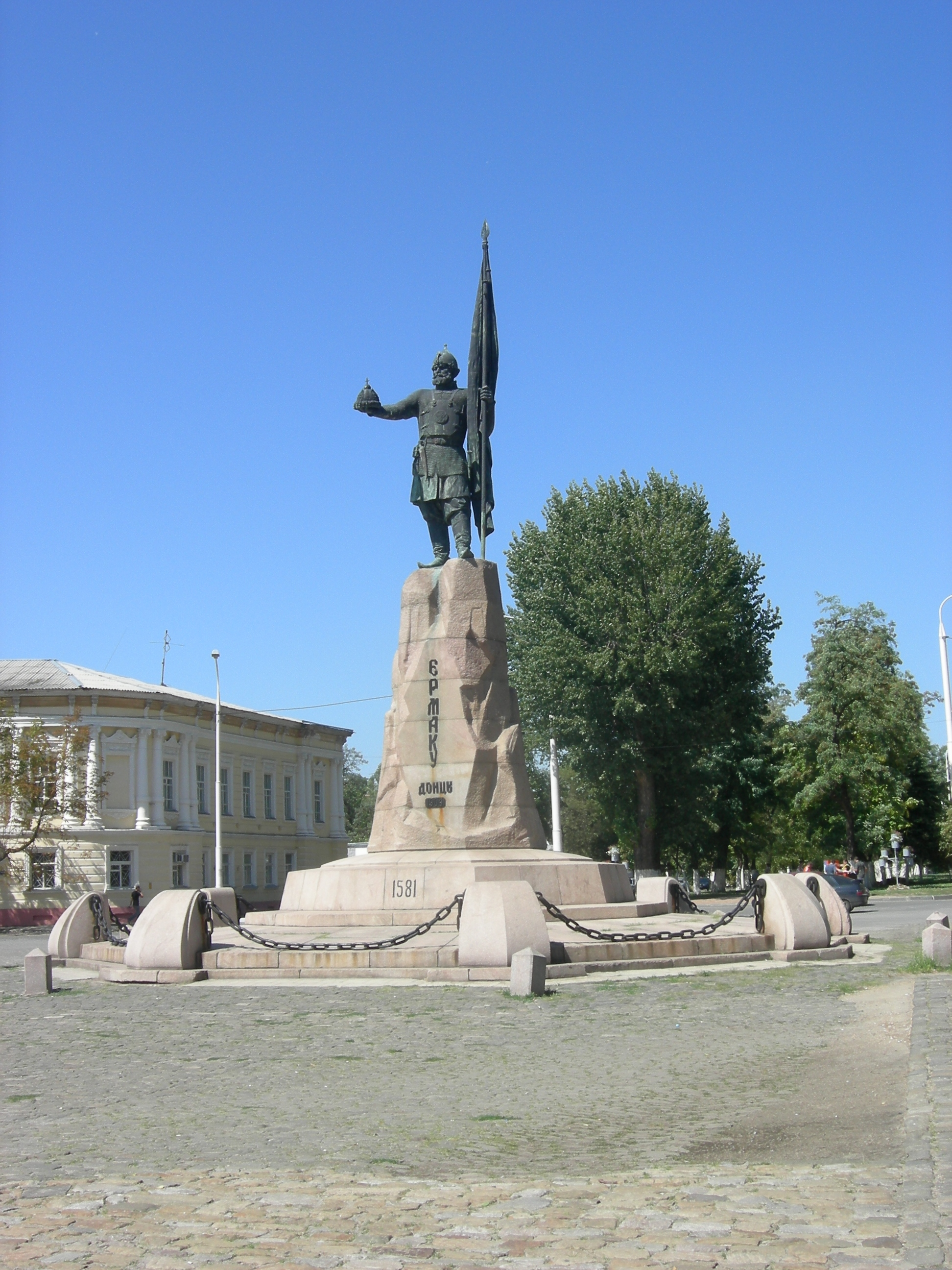
イェルマーク像。1904年、ノヴォチェルカッスク。

## 文献
ウィキメディア・コモンズには、ミハイル・ミケシンに関するメディアがあります。
- A. Savinov. Mikeshin. Moscow, 1971.